# Nothing but the Beat
Nothing but the Beat is een studioalbum van de Franse dj David Guetta. Hoewel het in Nederland het tweede en in België het derde uitgegeven album is, is dit het vijfde opgenomen album van Guetta. Het is opgenomen in 2011 en het is volledig Engelstalig. Guetta is ook de producer van het album.

## Tracklist
| 1.                 | Where Them Girls At (met Flo Rida & Nicki Minaj) | 3:30 |
| 2.                 | Little Bad Girl (met Taio Cruz & Ludacris)       | 3:12 |
| 3.                 | Turn Me On (met Nicki Minaj)                     | 3:19 |
| 4.                 | Sweat (met Snoop Dogg)                           | 3:19 |
| 5.                 | Without You (met Usher)                          | 3:28 |
| 6.                 | Nothing Really Matters (met Will.i.am)           | 3:39 |
| 7.                 | I Can Only Imagine (met Chris Brown & Lil Wayne) | 3:29 |
| 8.                 | Crank It Up (met Akon)                           | 3:12 |
| 9.                 | I Just Wanna F. (met Afrojack, Timbaland & Dev)  | 3:23 |
| 10.                | Night Of Your Life (met Jennifer Hudson)         | 3:41 |
| 11.                | Repeat (met Jessie J)                            | 3:26 |
| 12.                | Titanium (met Sia)                               | 4:05 |
| Totale duur: 41:44 |                                                  |      |

## Hitnoteringen

### NederlandseAlbum Top 100
| Hitnotering: 03-09-2011 t/m 19-01-2013 | Hitnotering: 03-09-2011 t/m 19-01-2013 | Hitnotering: 03-09-2011 t/m 19-01-2013 | Hitnotering: 03-09-2011 t/m 19-01-2013 | Hitnotering: 03-09-2011 t/m 19-01-2013 | Hitnotering: 03-09-2011 t/m 19-01-2013 | Hitnotering: 03-09-2011 t/m 19-01-2013 | Hitnotering: 03-09-2011 t/m 19-01-2013 | Hitnotering: 03-09-2011 t/m 19-01-2013 | Hitnotering: 03-09-2011 t/m 19-01-2013 | Hitnotering: 03-09-2011 t/m 19-01-2013 | Hitnotering: 03-09-2011 t/m 19-01-2013 | Hitnotering: 03-09-2011 t/m 19-01-2013 | Hitnotering: 03-09-2011 t/m 19-01-2013 | Hitnotering: 03-09-2011 t/m 19-01-2013 | Hitnotering: 03-09-2011 t/m 19-01-2013 | Hitnotering: 03-09-2011 t/m 19-01-2013 | Hitnotering: 03-09-2011 t/m 19-01-2013 | Hitnotering: 03-09-2011 t/m 19-01-2013 | Hitnotering: 03-09-2011 t/m 19-01-2013 |
| Week:                                  | 1                                      | 2                                      | 3                                      | 4                                      | 5                                      | 6                                      | 7                                      | 8                                      | 9                                      | 10                                     | 11                                     | 12                                     | 13                                     | 14                                     | 15                                     | 16                                     | 17                                     | 18                                     | 19                                     |
| -------------------------------------- | -------------------------------------- | -------------------------------------- | -------------------------------------- | -------------------------------------- | -------------------------------------- | -------------------------------------- | -------------------------------------- | -------------------------------------- | -------------------------------------- | -------------------------------------- | -------------------------------------- | -------------------------------------- | -------------------------------------- | -------------------------------------- | -------------------------------------- | -------------------------------------- | -------------------------------------- | -------------------------------------- | -------------------------------------- |
| Positie:                               | 3                                      | 4                                      | 4                                      | 5                                      | 8                                      | 6                                      | 7                                      | 7                                      | 5                                      | 11                                     | 17                                     | 20                                     | 35                                     | 24                                     | 22                                     | 21                                     | 14                                     | 10                                     | 9                                      |
| Week:                                  | 20                                     | 21                                     | 22                                     | 23                                     | 24                                     | 25                                     | 26                                     | 27                                     | 28                                     | 29                                     | 30                                     | 31                                     | 32                                     | 33                                     | 34                                     | 35                                     | 36                                     | 37                                     | 38                                     |
| Positie:                               | 11                                     | 14                                     | 19                                     | 31                                     | 30                                     | 37                                     | 33                                     | 47                                     | 40                                     | 33                                     | 32                                     | 29                                     | 27                                     | 42                                     | 62                                     | 42                                     | 42                                     | 60                                     | 73                                     |
| Week:                                  | 39                                     | 40                                     | 41                                     | 42                                     | 43                                     | 44                                     | 45                                     | 46                                     | 47                                     | 48                                     | 49                                     | 50                                     | 51                                     | 52                                     | 53                                     | 54                                     | 55                                     | 56                                     | 57                                     |
| Positie:                               | 58                                     | 57                                     | 59                                     | 71                                     | 75                                     | 81                                     | 69                                     | 100                                    | 68                                     | 61                                     | 42                                     | 38                                     | 25                                     | 39                                     | 34                                     | 24                                     | 11                                     | 15                                     | 23                                     |
| Week:                                  | 58                                     | 59                                     | 60                                     | 61                                     | 62                                     | 63                                     | 64                                     | 65                                     | 66                                     | 67                                     | 68                                     | 69                                     | 70                                     | 71                                     | 72                                     | 73                                     |                                        |                                        |                                        |
| Positie:                               | 39                                     | 30                                     | 15                                     | 19                                     | 37                                     | 38                                     | 50                                     | 49                                     | 48                                     | 52                                     | 62                                     | 67                                     | 69                                     | 49                                     | 37                                     | 35                                     | uit                                    |                                        |                                        |

### VlaamseUltratop 200Albums
| Hitnotering: 03-09-2011 t/m 12-01-2103 | Hitnotering: 03-09-2011 t/m 12-01-2103 | Hitnotering: 03-09-2011 t/m 12-01-2103 | Hitnotering: 03-09-2011 t/m 12-01-2103 | Hitnotering: 03-09-2011 t/m 12-01-2103 | Hitnotering: 03-09-2011 t/m 12-01-2103 | Hitnotering: 03-09-2011 t/m 12-01-2103 | Hitnotering: 03-09-2011 t/m 12-01-2103 | Hitnotering: 03-09-2011 t/m 12-01-2103 | Hitnotering: 03-09-2011 t/m 12-01-2103 | Hitnotering: 03-09-2011 t/m 12-01-2103 | Hitnotering: 03-09-2011 t/m 12-01-2103 | Hitnotering: 03-09-2011 t/m 12-01-2103 | Hitnotering: 03-09-2011 t/m 12-01-2103 | Hitnotering: 03-09-2011 t/m 12-01-2103 | Hitnotering: 03-09-2011 t/m 12-01-2103 | Hitnotering: 03-09-2011 t/m 12-01-2103 | Hitnotering: 03-09-2011 t/m 12-01-2103 | Hitnotering: 03-09-2011 t/m 12-01-2103 | Hitnotering: 03-09-2011 t/m 12-01-2103 |
| Week:                                  | 1                                      | 2                                      | 3                                      | 4                                      | 5                                      | 6                                      | 7                                      | 8                                      | 9                                      | 10                                     | 11                                     | 12                                     | 13                                     | 14                                     | 15                                     | 16                                     | 17                                     | 18                                     | 19                                     |
| -------------------------------------- | -------------------------------------- | -------------------------------------- | -------------------------------------- | -------------------------------------- | -------------------------------------- | -------------------------------------- | -------------------------------------- | -------------------------------------- | -------------------------------------- | -------------------------------------- | -------------------------------------- | -------------------------------------- | -------------------------------------- | -------------------------------------- | -------------------------------------- | -------------------------------------- | -------------------------------------- | -------------------------------------- | -------------------------------------- |
| Positie:                               | 6                                      | 2                                      | 3                                      | 4                                      | 4                                      | 6                                      | 8                                      | 6                                      | 9                                      | 12                                     | 14                                     | 22                                     | 36                                     | 33                                     | 31                                     | 34                                     | 35                                     | 30                                     | 25                                     |
| Week:                                  | 20                                     | 21                                     | 22                                     | 23                                     | 24                                     | 25                                     | 26                                     | 27                                     | 28                                     | 29                                     | 30                                     | 31                                     | 32                                     | 33                                     | 34                                     | 35                                     | 36                                     | 37                                     | 38                                     |
| Positie:                               | 17                                     | 18                                     | 18                                     | 22                                     | 22                                     | 44                                     | 51                                     | 43                                     | 42                                     | 32                                     | 34                                     | 26                                     | 23                                     | 30                                     | 35                                     | 38                                     | 57                                     | 48                                     | 61                                     |
| Week:                                  | 39                                     | 40                                     | 41                                     | 42                                     | 43                                     | 44                                     | 45                                     | 46                                     | 47                                     | 48                                     | 49                                     | 50                                     | 51                                     | 52                                     | 53                                     | 54                                     | 55                                     | 56                                     | 57                                     |
| Positie:                               | 37                                     | 45                                     | 57                                     | 80                                     | 68                                     | 85                                     | 66                                     | 67                                     | 76                                     | 40                                     | 31                                     | 20                                     | 24                                     | 25                                     | 96                                     | 98                                     | 27                                     | 8                                      | 21                                     |
| Week:                                  | 58                                     | 59                                     | 60                                     | 61                                     | 62                                     | 63                                     | 64                                     | 65                                     | 66                                     | 67                                     | 68                                     | 69                                     | 70                                     | 71                                     | 72                                     |                                        |                                        |                                        |                                        |
| Positie:                               | 25                                     | 25                                     | 30                                     | 21                                     | 20                                     | 18                                     | 21                                     | 24                                     | 42                                     | 45                                     | 50                                     | 61                                     | 73                                     | 60                                     | 48                                     | uit                                    |                                        |                                        |                                        |